# Beania columbiana
Beania columbiana är en mossdjursart som beskrevs av Charles Henry O'Donoghue 1923. Beania columbiana ingår i släktet Beania och familjen Beaniidae. Inga underarter finns listade i Catalogue of Life.